# Gowlett Peaks
Gowlett Peaks är en bergstopp i Antarktis. Den ligger i Östantarktis. Australien gör anspråk på området. Toppen på Gowlett Peaks är 1 950 meter över havet.
Terrängen runt Gowlett Peaks är huvudsakligen lite kuperad. Trakten är obefolkad. Det finns inga samhällen i närheten.